# Smrdáky
Smrdáky est un village de la région de Trnava, en Slovaquie

## Histoire
La première mention écrite du village date de 1436.

## Démographie

### Évolution de la population
| Année:               | 1994. | 2004.   | 2014.    | 2024.    |
| -------------------- | ----- | ------- | -------- | -------- |
| Nombre de personnes: | 640   | 603     | 695      | 559      |
| Différence:          |       | -5,78 % | +15,25 % | -19,56 % |

| Année:               | 2023. | 2024.   |
| -------------------- | ----- | ------- |
| Nombre de personnes: | 562   | 559     |
| Différence:          |       | -0,53 % |